# Šterna
Šterna (wł. Sterna) – wieś w Chorwacji, w żupanii istryjskiej, w gminie Grožnjan. W 2011 roku liczyła 70 mieszkańców.